# 토요일이 좋다
《토요일이 좋다》는 2015년 10월 17일부터 2016년 8월 20일까지 방송되었던 예능 프로그램이며 2부 코너였던 《주먹쥐고 소림사》자리에는 화요일 심야 시간대나 일요일 황금시간대에 방송될 예정이었지만 이런저런 사정으로 불발되자 토요일 오후 8시 45분에 간신히 편성됐으나  SBS가 《그래, 그런거야》를 통해 주말 밤 9시 드라마가 부활됨에 따라 설 자리를 잃었던 《동상이몽, 괜찮아 괜찮아》를 이동 편성할 계획이었다.
그러나, 공동 MC 유재석이  동시간대 MBC 《무한도전》에 출연 중이었던 터라 무산됐으며 당시 《주먹쥐고 소림사》자리에는 금요일 오후 11시 20분에 편성된 《백종원의 3대 천왕》이 2016년 1월 30일부터 해당 프로그램 2부로 편입됐으며 이 과정에서 1부 2부 사이의 분리 방영이 시작됐다.
그 뒤, 1부 《오! 마이 베이비》 종영에 따라 《백종원의 3대 천왕》이 단독 코너로 독립하여 방영됐지만 이 프로그램이 다시 독립되어 2016년 8월 20일 막을 내렸다.

## 개요
SBS 편성 관계자는 프로그램 신설과 관련해 해당 시간대를 강화해 보자는 생각이라며 "광고계는 큰 영향이 없다는 의견이었으며, 완전히 편성을 바꾸는 게 아닌 임시적인 성격이 있다"고 말했다. 이어 "시도를 해본 뒤 결과에 따라 회귀될 가능성도 있다"며 "'주먹쥐고 소림사'가 비교적 잘 만들어진 콘텐츠라는 판단이 들었다. 시청자들에게 되도록 많이 노출할 수 있는 기회를 확보하는게 좋지 않겠느냐는 생각에서 (기존에 방영하던 오! 마이 베이비와 합병)신설 결정이 났다"고 이유를 전했다.

## 역대 코너

### 1부
- 오! 마이 베이비 (2015년 10월 17일 ~ 2016년 8월 20일)

### 2부
- 주먹쥐고 소림사 (2015년 10월 17일 ~ 2016년 1월 23일)
- 백종원의 3대천왕 (2016년 1월 30일 ~ 2016년 8월 20일)

## 타이틀 변천사
| 기수 | 타이틀           | 방송 기간                          |
| ---- | ---------------- | ---------------------------------- |
| 1기  | 기쁜 우리 토요일 | 1994년 2월 5일 ~ 2001년 3월 10일   |
| 2기  | 쇼! 무한탈출     | 2001년 3월 17일 ~ 2001년 4월 21일  |
| 3기  | 토요일은 즐거워  | 2001년 5월 5일 ~ 2002년 1월 12일   |
| 4기  | 토요일이 온다    | 2002년 1월 19일 ~ 2002년 7월 6일   |
| 5기  | 실제상황 토요일  | 2003년 11월 8일 ~ 2007년 1월 6일   |
| 6기  | 토요일이 좋다    | 2015년 10월 17일 ~ 2016년 8월 20일 |